# Pierre Bonné
Pierre Louis Bonné (Oudenaarde, 15 januari 1785 - Gent, 13 februari 1846), ook genaamd Bonné-Maes, was een Belgisch senator.

## Levensloop
Bonné was de zoon van de handelaar Pierre Jean Bonné en van Eleonore De Bleeckere. Hij trouwde met Marie-Caroline Maes.
In 1830 werd hij lid van het 'Comité de Sécurité' in Kortrijk. Hij werd in 1839 medestichter en actief directielid van de Nationale Maatschappij ter bevordering van de Vlasindustrie. Voor zijn handel in lijnwaad was hij gevestigd in de Veldstraat in Gent.
In 1839 werd hij verkozen tot liberaal senator voor het arrondissement Roeselare en bleef zetelen tot aan zijn dood. Hij werd een van de belangrijke acteurs in de discussies over de crisis in de vlasnijverheid.
Bonné-Maes overleed plots en de woordenwisseling die hierover plaatsvond in de Senaat op 14 februari geeft de indruk dat er enige onzekerheid bestond over de oorzaak van deze plotse dood.

## Publicatie
- Réponse donnée au Sénat par le Sénateur Bonné-Maes à son collègue Raymond Biolley, à la séance du 31 décembre 1841, suivie dʹun discours prononcé le 21 février 1842 par le même sénateur du district de Roulers, 1842.
- Coup-d'oeil sur la situation respective des deux industries linières, suivi d'un rapport sur le projet de questions à soumettre au Ministre de l'Intérieur et des Affaires Etrangères concernant la recherche de nouveaux débouchés pour nos toiles, Brussel.